# Domenico Cornacchia

Bischofswappen von Domenico Cornacchia

Domenico Cornacchia (* 13. Februar 1950 in Altamura, Provinz Bari, Italien) ist ein römisch-katholischer Geistlicher und Bischof von Molfetta-Ruvo-Giovinazzo-Terlizzi.

## Leben
Domenico Cornacchia empfing am 24. April 1976 das Sakrament der Priesterweihe.
Am 30. Juni 2007 ernannte Papst Benedikt XVI. ihn zum Bischof von Lucera-Troia. Der Apostolische Nuntius in Venezuela, Erzbischof Giacinto Berloco, spendete ihm am 22. September desselben Jahres die Bischofsweihe; Mitkonsekratoren waren der Bischof von Altamura-Gravina-Acquaviva delle Fonti, Mario Paciello, und der emeritierte Bischof von Lucera-Troia, Francesco Zerrillo. Die Amtseinführung erfolgte am 14. Oktober 2007.
Papst Franziskus ernannte ihn am 15. Januar 2016 zum Bischof von Molfetta-Ruvo-Giovinazzo-Terlizzi. Die Amtseinführung fand am 20. Februar desselben Jahres statt.